# Mangrovedarwinfink
Der Mangrovedarwinfink (Camarhynchus heliobates, Syn.: Geospiza heliobates) ist eine Vogelart aus der Gattung der Baumfinken (Camarhynchus) in der Gruppe der Darwinfinken (Geospizini). Diese werden heute zu den Tangaren (Thraupidae) oder manchmal auch zu den Ammern (Emberizidae) gestellt. Sein Name bezieht sich auf seinen Lebensraum, den Mangrovenwald.
Der Mangrovedarwinfink ist einer der seltensten Vögel dieser Erde und vom Aussterben bedroht, es sind nur noch etwa 50 bis 100 Exemplare dieser Art auf den Galápagos-Inseln zu finden. Nach eingeschleppten Ratten, die inzwischen mit Giftködern dezimiert wurden, ist nun die ebenfalls eingeschleppte Fliege Philornis downsi der größte Feind des Mangrovedarwinfinken. Die Fliege legt ihre Eier in Vogelnester, die Larven befallen dann die frisch geschlüpften Vogeljungen. Weitere Bedrohungen sind Vogelpocken, Inzuchteffekte aufgrund der kleinen Population und Hybridisierung mit dem Spechtdarwinfinken. Die Art stellt besondere Ansprüche an ihr Habitat und ist daher anfällig gegenüber Veränderungen ihres Lebensraumes.

## Beschreibung
Der Mangrovedarwinfink erreicht eine Körperlänge von 14 cm und ein Gewicht von 18 g. Er ist ein mittelgroßer Darwinfink mit typisch kurzem Schwanz und relativ langem, spitz zulaufenden Schnabel mit gebogenem Schnabelfirst und fast gerader Dillenkante. Die Oberseite des Vogels ist matt bräunlich mit oliv am Bürzel. Die Unterseite ist weißlich mit schwacher Strichelung. Wie bei anderen Baumfinkenarten kann die Kopfregion bei den Männchen mit zunehmendem Alter schwarz werden. Der Schnabel ist blass, die Beine schwarz.

## Verbreitung
Der Mangrovedarwinfink lebt auf den zu Ecuador gehörenden Galapagosinseln. Früher waren Bestände in mindestens sechs Mangrovengebieten im Osten der Insel Fernandina und im Osten, Süden und Westen der Insel Isabela bekannt. Die letzte Sichtung auf Fernandina stammt von 1971, bei einer neuerlichen Bestandsaufnahme wurden keine Exemplare entdeckt und es ist davon auszugehen, dass die Art als Brutvogel auf Fernandina nicht mehr vorkommt. Bis vor kurzem gab es noch zwei Populationen auf Isabela, Exemplare der kleineren Population bei Cartago Bay wurden allerdings zuletzt 2009 gesichtet, 2011 und 2012 wurden dort keine Mangrovedarwinfinken mehr nachgewiesen. Zurzeit existiert nur noch die Population im Nordwesten Isabelas.

## Lebensraum und Lebensweise
Der Mangrovedarwinfink bewohnt dichte Mangrovensümpfe und ernährt sich von Insekten, Larven, Spinnen und etwas von pflanzlicher Nahrung. Die Brutperiode überschneidet sich mit dem Beginn kräftiger Regenfälle, in der Regel im Dezember und Januar. Sie dauert im Allgemeinen bis zum Ende der Regenzeit um Mai, erfolgreiche Brut wurde allerdings auch bereits im September beobachtet. Die Nester werden in hohen Bäumen in Stellen mit hohen Mangroven gebaut, die bei hohem Gezeitenwasserstand oft überflutet werden. Dieser Lebensraum ist auf den Galapagosinseln eher selten. Mangroven, die vom Meer getrennt sind, mit hohen Bäumen und reichlich Laubstreu und Totholz werden von der Art bevorzugt, da die nicht ausgewaschene Laubstreu das bevorzugte Futtersubstrat des Mangrovedarwinfinken ist.